# 杜海清
杜海清（1918年—？），男，湖南长沙人，中国无机非金属材料专家，曾任湖南大学教授、博士生导师，中国硅酸盐学会理事。